# Samuel Moreira
Samuel Moreira da Silva Junior, ou simplesmente Samuel Moreira, (Governador Valadares, 9 de fevereiro de 1963) é um engenheiro e político brasileiro, filiado ao Partido Social Democrático (PSD).  

## Biografia
Moreira cresceu na cidade paulista de Miracatu, na região do Vale do Ribeira. Engenheiro Civil formado pela Universidade Santa Cecília, em Santos, iniciou a vida profissional na antiga Superintendência de Desenvolvimento do Litoral Paulista (Sudelpa). No final dos anos 1980, ingressou na Sabesp, empresa na qual ocupou cargos de gerência e foi superintendente em Registro, também no Vale do Ribeira.
Foi prefeito da cidade de Registro por dois mandatos consecutivos (1997 a 2004). Em 2005, convidado pelo então prefeito de São Paulo, José Serra, e assumiu a Subprefeitura de São Miguel Paulista, bairro da Zona Leste da Capital com cerca de quatrocentos mil habitantes.
Foi deputado estadual por dois mandatos, tendo sido eleito em 2006, com 109.225 votos. Foi relator do Orçamento do Estado para 2008, líder da bancada do PSDB por dois anos e líder do governo Geraldo Alckmin. Foi reeleito, em 2010, com 130.865 votos. Em 2013, foi eleito presidente da Assembleia Legislativa do Estado de São Paulo com 90 votos, de um total de 94 deputados. 
Moreira foi eleito deputado federal em 2014, para a 55.ª legislatura (2015-2019), pelo PSDB com 227.210 votos, o nono candidato mais bem votado em todo o estado e o 23.º mais votado em todo país. Como deputado federal, votou a favor do Processo de impeachment de Dilma Rousseff. Permaneceu na Câmara Federal até 4 de abril de 2016, quando assumiu a Secretaria da Casa Civil do Estado de São Paulo.
Se reelegeu deputado federal em 2018, ainda pelo PSDB, com 103.215 votos. Não conseguiu se reeleger em 2022, quando obteve 79.633 votos e ficando como suplente. Deixou o PSDB rumo ao PSD, pelo qual se candidatou a prefeito da cidade de Registro nas eleições de 2024, se elegendo com 18.143 votos, 55,73% dos votos válidos. Tomou posse no dia 1º de janeiro de 2025 para seu terceiro mandato como prefeito da cidade.

## Desempenho em eleições
| Ano  | Eleição               | Coligação                                                                                  | Partido | Candidata a       | Votos         | Votos em Registro         | Resultado |
| ---- | --------------------- | ------------------------------------------------------------------------------------------ | ------- | ----------------- | ------------- | ------------------------- | --------- |
| 1996 | Municipal de Registro | PSDB                                                                                       | PSDB    | Prefeito          | —             | 6.095 (1º - turno único)  | Eleito    |
| 2000 | Municipal de Registro | PDT, PTB, PMDB, PL, PPS, PSB, PSDB                                                         | PSDB    | Prefeito          | —             | 20.302 (1º - turno único) | Eleito    |
| 2006 | Estadual de São Paulo | PFL, PSDB                                                                                  | PSDB    | Deputado Estadual | 109.225 (21º) | 19.914 (1º)               | Eleito    |
| 2010 | Estadual de São Paulo | DEM, PSDB                                                                                  | PSDB    | Deputado Estadual | 130.865 (19º) | 18.148 (1º)               | Eleito    |
| 2014 | Estadual de São Paulo | PSDB, DEM, PSD, PRB                                                                        | PSDB    | Deputado Federal  | 227.210 (10º) | 19.217 (1º)               | Eleito    |
| 2018 | Estadual de São Paulo | PSDB, PSD, DEM, PP                                                                         | PSDB    | Deputado Federal  | 103.215 (38º) | 8.493 (1º)                | Eleito    |
| 2022 | Estadual de São Paulo | PSDB, CIDADANIA                                                                            | PSDB    | Deputado Federal  | 79.633 (80º)  | 5.159 (1º)                | Suplente  |
| 2024 | Municipal de Registro | PSD, Republicanos, MDB, Federação PSDB Cidadania, PDT, PODE, Solidariedade, União, PP, PSB | PSD     | Prefeito          | —             | 18.143 (1º)               | Eleito    |